# Esclauzels
 Esclauzels  (en occitano Esclausèls) es una población y comuna francesa, situada en la región de Mediodía-Pirineos, departamento de Lot, en el distrito de Cahors y cantón de Saint-Géry.

## Demografía
| 144 | 108 | 120 | 133 | 139 | 156 |
| Para los censos de 1962 a 1999 la población legal corresponde a la población sin duplicidades (Fuente: INSEE [Consultar]) |     |     |     |     |     |